# Sunt förnuft
|  | Wiktionary har en ordboksartikel om sunt förnuft. |

Sunt förnuft är en vardaglig benämning på sådant förnuft som rör sig på en alldaglig och lättförståelig nivå. I lite mer detalj kan detta dels innebära en sund och normal förstånds- och omdömesförmåga, dels den allmänna meningen — det vill säga samlingen av de åsikter om världen och tillvaron i allmänhet som delas av alla med ett allmänt sunt förnuft. En person med sunt förnuft har med andra ord förståelse för vardagliga problem, och/eller intuitiv uppfattning om rätt och fel.